# カオス・コンピュータ・クラブ

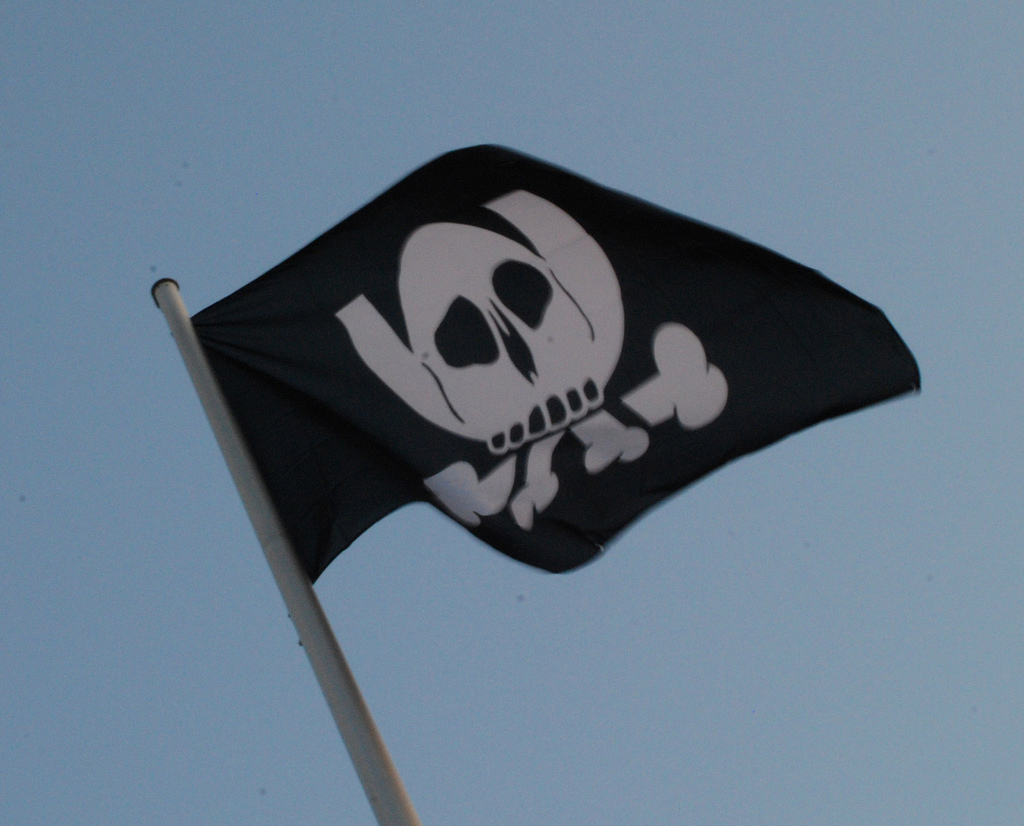
CCCの旗

カオス・コンピュータ・クラブ (Chaos Computer Club) とは世界で最も規模が大きく、最も有力なハッカー集団の1つである。 彼らはドイツのベルリンに拠点を置いており、現在、約5,500人のメンバーが在籍する巨大な組織である。

## 歴史
カオス・コンピュータ・クラブ(Chaos Computer Club,以下CCC)の創立はハッカー界では伝説的なcDc(カルト・オブ・ザ・デッド・カウ)よりも3年早い1981年で、政府による「より多くの情報透明化、知る権利および人権の保全」を求めている。
また、彼らはハッカー独特の倫理感を支持した上で、人々のためにあらゆるコンピュータや技術的なインフラへの自由なアクセスを守ることを目標としている。すなわち、彼らは(国家や企業ではなく一般民衆のための)ある種のホワイトハット・ハッカーの集団であるとも言える。
CCCが世界的に有名になったきっかけは、1984年に西ドイツ郵政(当時)が運用するコンピューターネットワークをハッキングし、ハンブルク銀行から約13万ドイツマルクを引き出した事件。その事件の翌日、CCCは報道陣の前で全額を銀行に返却した。CCCは、「脆弱性について以前から申し立てていたが、運営側が問題ないと判断し、無視した。この脆弱性は市民の資産や人権を侵害するものであり、より良い社会を実現するためにもすぐに改善すべきであった」と訴えた。
CCCは、その後も電子パスポートなどに使用されるドイツの個人識別装置用の生態認証データの使用について異議を申し立てるため、ドイツのある大臣の指紋を入手して、それを一般に公開する(2008年3月)など、活動を続けた。
ハッキングという手段で世界中のシステムにある脆弱性を指摘し続けたCCCでは、その過激さから家宅捜索を受ける者や逮捕される者も続出。脆弱性などの情報公表手法を巡り、CCC内では議論が繰り返され、最終的に「他人に損害を与えず、情報の自由と個人のプライバシーを守る行動を行なっていく」方針で一致。現在ではドイツ政府からの信頼も厚く、アドバイザーにもなっている。

## 定例活動
彼らは毎年"カオス・コミュニケーション・コングレス(CCC)"というコンベンションを開催している。これはヨーロッパでは最大級のハッカー・カンファレンスで、毎年4500人ほどの関係者が訪れる。

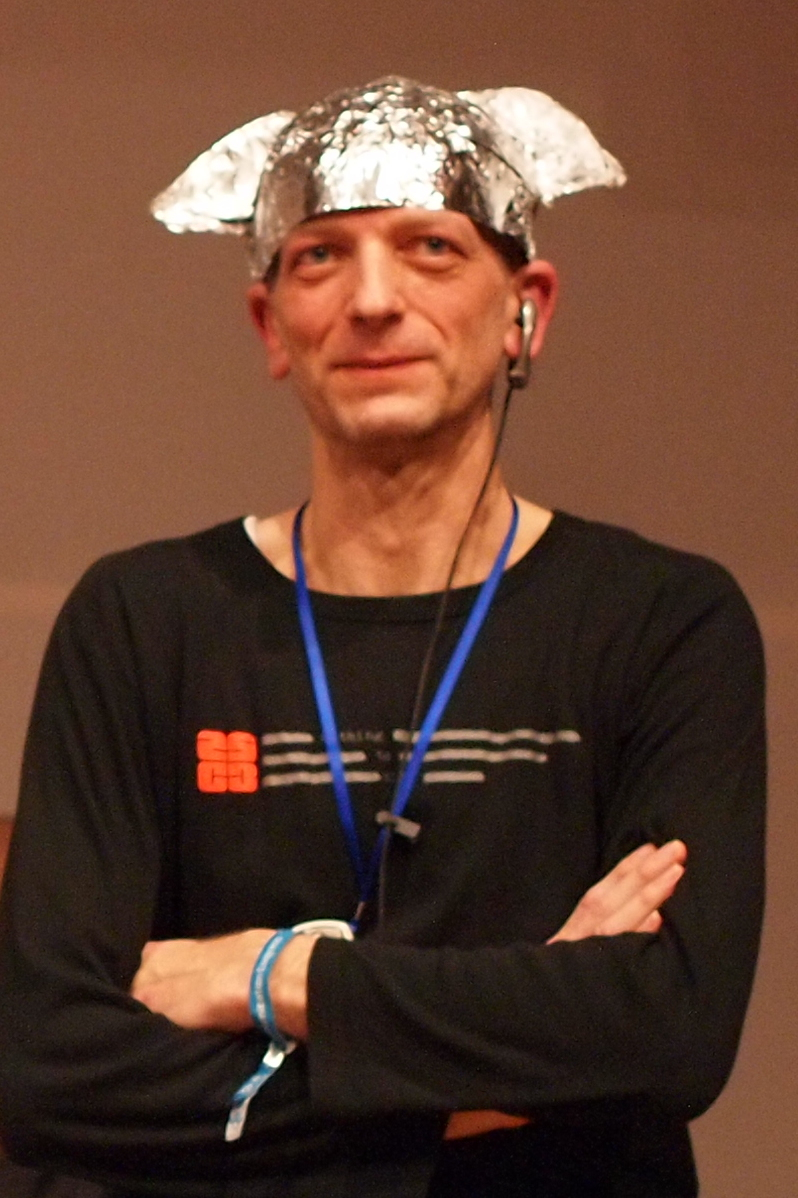
2013年にハンブルクで開催されたカオス・コミュニケーション・コングレス30C3でティンホイル・ハットを装着した出席者

他にも、CCCは「ダーテンシュライダー」という季刊雑誌を発行している。また、彼らはフリッツという地方ラジオ局で毎月2時間、政治トーク中心の「カオスラジオ」と呼ばれるラジオショーも発信している。